# كينيث أرنولد
كينيث أرنولد (بالإنجليزية: Kenneth Arnold)‏ هو طيار وشخصية أعمال أمريكي، ولد في 29 مارس 1915 في سيبيكا في الولايات المتحدة، وتوفي في 16 يناير 1984 في بالفيو في الولايات المتحدة.

## وصلات خارجية
- كينيث أرنولد على موقع IMDb (الإنجليزية)
- كينيث أرنولد على موقع قاعدة بيانات الفيلم (الإنجليزية)